# Bernt Drakenberg (skolman)
Frans Bernhard (Bernt) Drakenberg, född den 16 maj 1867 i Broddetorps församling, Skaraborgs län, död den 4 februari 1935 i Falköping, var en svensk skolman. Han var far till Sven Drakenberg.
Drakenberg blev student vid Lunds universitet 1886 och avlade filosofie kandidatexamen 1890. Han blev kollega vid lägre allmänna läroverket i Skövde 1898 och var tillförordnad rektor vid Falköpings samskola 1907–1932. Drakenberg blev riddare av Vasaorden 1918. Han vilar på Sankt Olofs kyrkogård i Falköping.